# Železniční trať Žilina–Čadca
Železniční trať Žilina - Čadca je slovenská hlavní železniční trať, která spojuje Žilinu s Čadcou, odkud navazují tratě do Česka a Polska. Trať je součástí někdejší Košicko-bohumínské dráhy.

## Historie

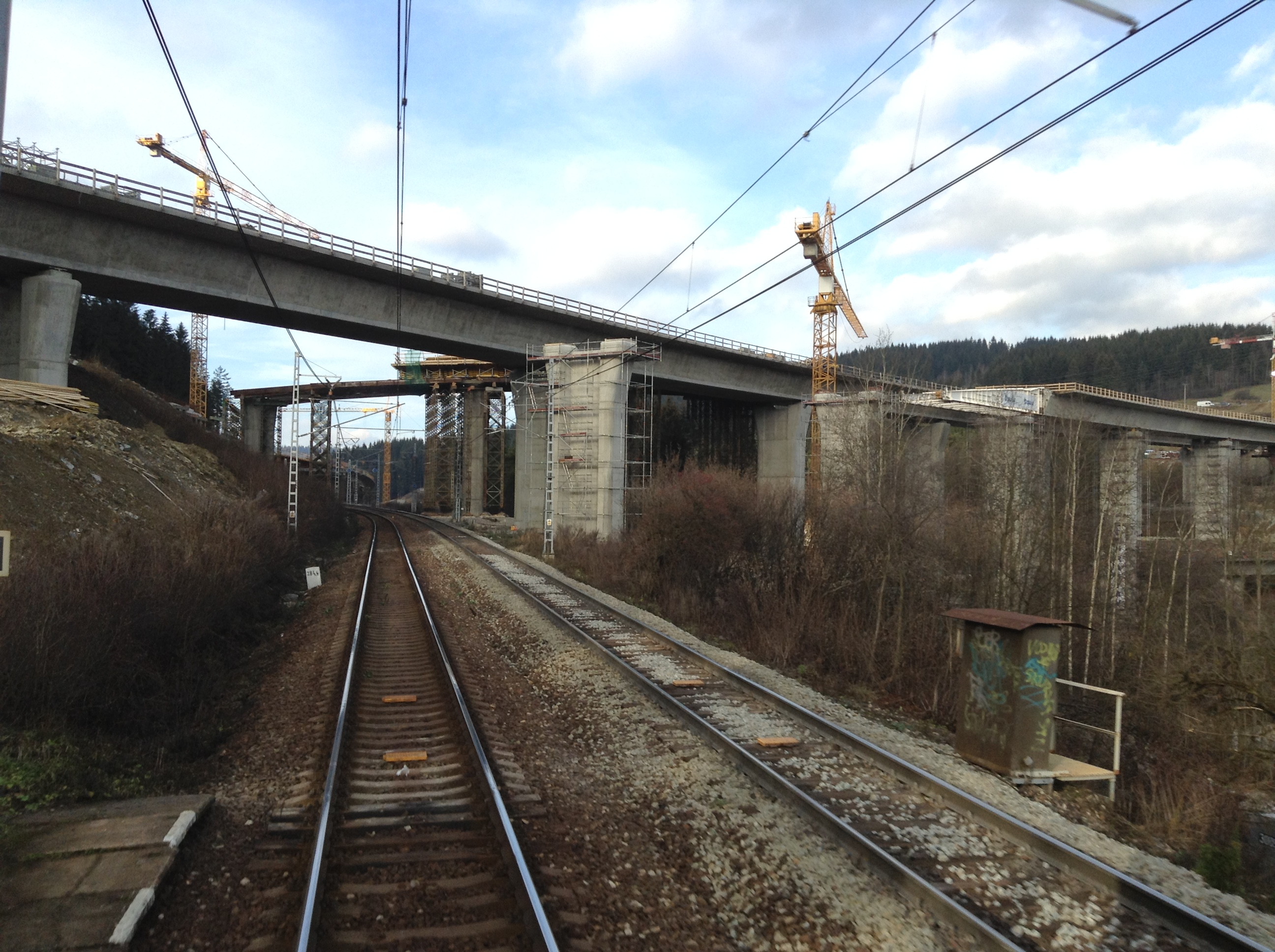
Trať a dálniční most.

Trať byla uvedena do provozu 8. ledna 1871 jakou součást Košicko-bohumínské dráhy. V roce 1915 byla trať zdvoukolejněna.. Po druhé světové válce bylo rozhodnuto o elektrifikaci Košicko-bohumínské dráhy. Úsek Žilina - Čadca byl do elektrického provozu uveden 23. září 1964.

## Modernizace

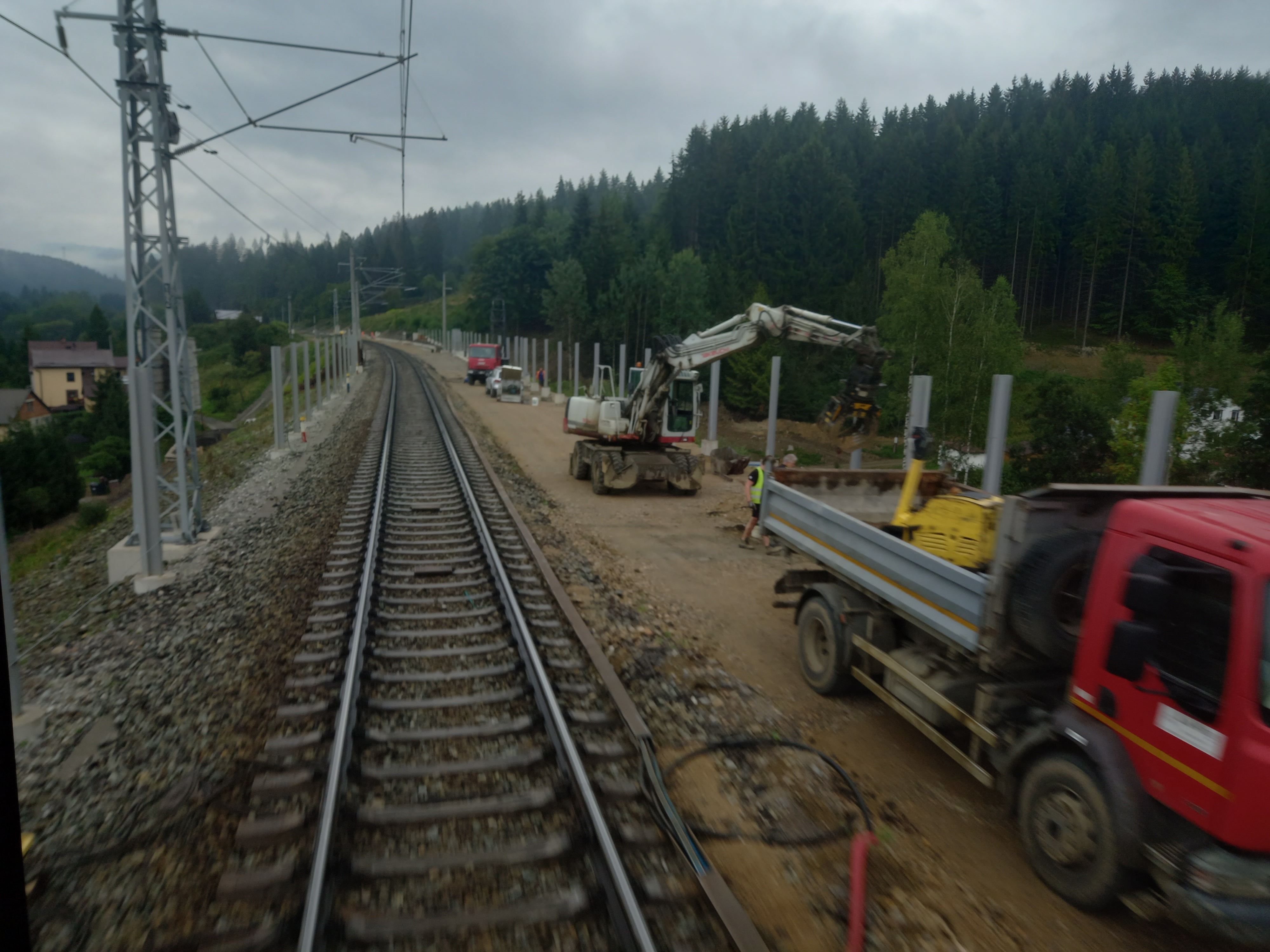
Stavební práci na trati.

Mezi lety 2008 až 2011 proběhla modernizace úseku Žilina - Krásno nad Kysucou, ve kterém nyní nejvyšší traťová rychlost dosahuje 140 km/h. V úseku Krásno nad Kysucou - Čadca dosahuje traťová rychlost 80 km/h. Modernizace tohoto úseku byla připravována v letech 2010 až 2015. Byla zpracována EIA, vydáno územní rozhodnutí a byla připravena dokumentace pro stavební povolení. Projekt byl připravován v několika variantách. Červená varianta počítá s vybudováním tunelu Kýčera v délce 4 650 m. Modrá varianta počítala s kratším tunelem v délce 3 810 m. K oběma variantám existovala ještě možnost současného zachování provozu po původní trati, což by umožnilo obsluhu zastávky Oščadnica. Po dokončení tohoto úseku měla být traťová rychlost zvýšena až na 160 km/h. Vzhledem k finanční náročnosti byla ovšem rozhodnutím ministerstva příprava zastavena a ŽSR dostaly za úkol připravit méně náročné optimalizační řešení..